# Bupleurum praealtum
Bupleurum praealtum är en flockblommig växtart som beskrevs av Carl von Linné. Bupleurum praealtum ingår i släktet harörter, och familjen flockblommiga växter. Inga underarter finns listade i Catalogue of Life.